# أوليفر غونتر
أوليفر غونتر (بالألمانية: Oliver Günther)‏ هو أستاذ جامعي ألماني، ولد في 22 أكتوبر 1961 في شتوتغارت في ألمانيا.